# Angelo Davoli (atleta)
Angelo Davoli (Genova, 12 novembre 1896 – 13 febbraio 1978) è stato un mezzofondista e siepista italiano.

## Biografia
Tra il 1923 e il 1930 fu nove volte campione italiano assoluto in cinque diverse discipline: 1500 metri piani, 5000 metri piani, 3000 metri siepi, staffetta 4×400 metri e corsa campestre. Nel 1924 prese parte ai Giochi olimpici di Parigi concludendo la sua gara nella fase delle batterie di qualificazione dei 1500 metri piani.

## Palmarès
| Anno | Manifestazione  | Sede   | Evento       | Risultato | Prestazione | Note |
| ---- | --------------- | ------ | ------------ | --------- | ----------- | ---- |
| 1924 | Giochi olimpici | Parigi | 1500 m piani | Batteria  | n/d         |      |

## Campionati nazionali
- 1 volta campione nazionale assoluto dei 1500 m piani (1927)
- 2 volte campione nazionale assoluto dei 5000 m piani (1924, 1926)
- 2 volte campione nazionale assoluto dei 3000 m siepi (1928, 1930)
- 1 volta campione nazionale assoluto della staffetta 4×400 m (1927)
- 3 volte campione nazionale assoluto di corsa campestre (1923, 1924, 1926)

1921
- Bronzo ai campionati italiani assoluti, 5000 m piani - 16'13"2/5

1923
- Argento ai campionati italiani assoluti, 1500 m piani - 4'04"0
- Argento ai campionati italiani assoluti, 3000 m siepi - 10'25"0
- Oro ai campionati italiani assoluti di corsa campestre, 10 km - 34'23"

1924
- Oro ai campionati italiani assoluti, 5000 m piani - 15'44"3/5
- Bronzo ai campionati italiani assoluti, 1500 m piani - 4'13"3/5
- Oro ai campionati italiani assoluti di corsa campestre, 10 km - 34'12"

1926
- Oro ai campionati italiani assoluti, 5000 m piani - 15'47"1/5
- Oro ai campionati italiani assoluti di corsa campestre, 12 km - 41'53"

1927
- Oro ai campionati italiani assoluti, 1500 m piani - 4'14"2/5
- Oro ai campionati italiani assoluti, staffetta 4×400 m - 3'27"6

1928
- Oro ai campionati italiani assoluti, 3000 m siepi - 10'09"1/5

1930
- Oro ai campionati italiani assoluti, 3000 m piani - 10'15"4/5